# Le Lucide
Tiziana Troja (Cagliari, 28 marzo 1971) e 
Michela Sale Musio (Cagliari, 2 maggio 1979) sono attrici, registe, sceneggiatrici, coreografe e cantanti italiane.

## Biografia

### Primi spettacoli
Troja e Sale Musio iniziano la loro collaborazione artistica nel 2003, rilevando la compagnia LucidoSottile, fondata nel 1987.
Nel 2005 mettono in scena Speradiserabeltempo si…Rosso! uno spettacolo parodistico sulla danza e il suo ruolo sempre più marginale nel mondo dello spettacolo che ottiene successo di pubblico e di critica e viene portato in tour per tutta Italia per i due anni successivi.
Nel 2006 Troja e Sale Musio mettono in scena Servizio Completo uno spettacolo surreale che gioca sul ruolo della psicoanalisi in un prossimo futuro.
Nel 2007 Le Lucide portano sul palcoscenico uno show sarcastico e impegnato 3x1 Prova mancata per l’Africa che racconta le peripezie di tre artisti alle prese con uno spettacolo dopo i tagli alla cultura di quell’anno.
Il 2008 è l’anno di Stanze Tirate a Lucido spettacolo a metà tra teatro, performance, danza e arte diviso in spazi ispirati a MySpace e al nascente Facebook che riflette sulla vita virtuale nei social network.
Nel 2009 Le Lucide portano nei teatri Luce Buia- Cyber Porn, uno spettacolo estremo che parla della cyber pornografia e pedo-pornografia.
Il 2010 è l’anno di Dissacratamente Lucide uno spettacolo fatto di danza, musica e performance che ripercorre la storia del duo in modo auto-ironico e coinvolgente.

### 2011: lo scandalo diHoly Peep Showe l'occupazione dell'Ex Art di Cagliari
Il 2011 è segnato dagli scandali suscitati dello spettacolo Holy Peep Show (articolato in più performance che trattano il tema religioso con toni fortemente dissacranti) e dall’occupazione del Ex Art di Cagliari. A finire sotto accusa è il manifesto dello spettacolo che raffigura una rivisitazione della Pietà di Michelangelo con una Madonna - Fata Turchina a seno nudo e un Cristo - Pinocchio transgender.    L’arcivescovo di Cagliari Monsignor Mani chiede al Sindaco di Cagliari dell’epoca, Massimo Zedda, al Presidente della provincia Graziano Milia, la cancellazione dello spettacolo. Il consigliere Felicetto Contu (Udc-Fli) dichiara: «Buona parte dei nostri cittadini, non accetta volentieri che alcuni valori, che per tradizione e per cultura si portano appresso dall’infanzia, vengano così facilmente dissacrati e ironizzati».  Lo show in programma all’Orto Botanico di Cagliari, dal 15 al 17 luglio, viene cancellato, sotto decisione del Rettore dell’Università di Cagliari che ha in gestione lo spazio.  Le Lucide dichiarano: «La cancellazione dello spettacolo metterà in seria difficoltà la nostra compagnia. Per questo chiediamo a tutte le forze politiche e sociali che credono nella libertà dell’espressione artistica, ai nostri colleghi e ai cagliaritani, di convincere il rettore Melis a rivedere la sua decisione». In loro favore interviene l’assessore provinciale alla Cultura, Francesco Siciliano, scrivendo una lettera a Melis. Il centro destra della città di Cagliari, insieme alle associazioni Forza Nuova ed esponenti di Casapound minacciano le attrici pubblicamente sui social. Contestualmente il quotidiano L’Unione Sarda organizza un sondaggio in rete per chiedere ai suoi lettori se la rappresentazione dello spettacolo sia più o meno gradita in città.  Lo spettacolo viene comunque rappresentato con la formula del Rave in autunno presso lo spazio “Ex Art” (ex liceo artistico e precedentemente sede dello storico liceo classico G.M. Dettori frequentato da Antonio Gramsci) occupato per l’occasione dal duo insieme ad un collettivo di artisti.  Nei dieci anni successivi di occupazione dell’Ex Art si avvicendano diverse interrogazioni comunali e regionali per altri spettacoli come Luce Buia-Cyber Porn, per la distribuzione di profilattici all’ingresso del teatro, per Hostel Shine spettacolo burlesque vietato ai minori e per le performance di denuncia All’ultimo sangue , Funerale alla cultura e Morte di un assessore alla cultura. Gli attacchi da parte dell’amministrazione del centrosinistra prima e del centro destra successivamente, porta allo sgombero dall’ Ex Art nel giugno 2021.

### 2012 - oggi
Dopo gli scandali del 2011 Troja e Sale Musio mettono in scena una versione aggiornata di Dissacrantemente Lucide chiamandola Dissacrantemente Lucide …Lucidissime!
L’anno successivo è dedicato alla pièce Bastardi-si che tratta il tema della solitudine.
Il 2015 è l’anno di Mezzo Toro, lo spettacolo ideato e diretto da Tiziana Troja liberamente ispirato al racconto La casa di Asterione di Jorges Luis Borges che per la prima volta, non vede in scena la Sale Musio, ma l’attore Felice Montervino.
Nel 2016 mettono in scena Vere e Sacrosante uno spettacolo satirico sulle contraddizioni socio-politiche dei nostri tempi che ottiene un grande successo e viene più volete replicato nel giro di pochi giorni. Sempre nello stesso anno Troja e Sale Musio inaugurano il Lucido's Family Festival che parla di famiglia a 360 gradi con una serie d’incontri e spettacoli a tema.
Il 2017 è l’anno di Spanker Machine che replica i successi precedenti diventando un altro cavallo di battaglia delle Lucide, questa volta testi e regia sono firmati da Troja mentre in scena appare solo Sale Musio che interpreta Anita un personaggio impegnato un viaggio ironico alla ricerca della propria identità.
Nel 2018 Le Lucide inventano La conosci Giulia  in collaborazione con G.I.U.L.I.A. giornaliste Sardegna, che tratta il tema della discriminazione di genere nei media e più in generale nel linguaggio. Nell’ottobre dello stesso anno  Lucido Sottile partecipa all’ edizione del Festival Internazionale di Bejaia in Algeria.
Nel 2019 Spanker Machine va in scena a New York per il Festival del Teatro Italiano: In Scena!.
I due anni successivi sono incentrati sul Lucido's Family Festival incentrato sulla figura femminile con il tema Donne Galattiche che Troja e Sale Musio riescono a organizzare nonostante la pandemia con una serie d’interventi in streaming.

## Teatro

### Registe/Attrici/Sceneggiatrici
- Murder Medea (2003)
- Idiosincrasie (2003)
- Verdeindugiamailavrai (2003)
- Speradiserabeltempo si…Rosso! (2005)
- Blu Sangue (2005)
- Ti Bianco Distorto Studio x 5 (2005)
- LucidoSottile TV Show (2006)
- Esercizi di Vertigine (2006)
- Cromatica (2006)
- Servizio Completo (2006)
- 3x1 Prova mancata per l’Africa (2007)
- Stanze Tirate a Lucido (2008)
- Cremisi (2008)
- Fu Futurismo (2009)
- Luce Buia (2009)
- Momentaneo Avvantaggio di Suolo Pubblico (2009)
- Archeonauti (2010)
- Dissacrantemente Lucide (2010)
- La casa di Babbo Natale (2010)
- Radiolando con i Sikitikis (2011)
- Holy Peep Show (2011)

- Dissacrantemente Lucide…Lucidissime! (2012)

- Vertigo Exercise (2012)
- 10 storie per 10 attori (2012)
- Bastare a se stessi (2012)
- In su Chelu Siat (2013)
- Bastardi-si (2013)
- Simili Differenze (2013)
- Natura morta con custordia di sax con Riccardo Pittau (2014)
- Anarcom (2014)
- Carillon (2014)
- Mezzo Toro - regia solo di Tiziana Troja (2015)
- Tanya &amp; Mara one shot (2015)
- Simili Indifferenze (2015)
- Vito (2015)
- Uno E Trino - regia solo Tiziana Troja (2016)
- Vere e Sacrosante (2016)
- Cinquetto tirato a Lucido (2016)
- Improvvisa all’improvviso (2016)
- Io e Boris: storia di un battutista (2016)
- Spanker Machine - regia solo Tiziana Troja, interpretato solo da Michela Sale Musio (2017)
- Tutto il resto è Niench (2017)
- Pirati (2017)
- La conosci Giulia (2018)
- Sa Lughe (2019)

## Cinema

### Attrici
- Sardegna andata e ritorno, documentario, regia di Clarita Di Giovanni (2007)
- Un giorno con Le Lucide, documentario, regia di Joe Bastardi (2014)

## Festival
- Lucido Festival (2015 - 2022)
- CagliariTiAmo (2022)